# Phania thoracica
Phania thoracica är en tvåvingeart som beskrevs av Johann Wilhelm Meigen 1824. Phania thoracica ingår i släktet Phania och familjen parasitflugor. Arten är reproducerande i Sverige. Inga underarter finns listade i Catalogue of Life.